# ダナシリ
ダナシリ（Današiri、? - 1335年）は、モンゴル帝国第15代皇帝ウカアト・カアン（順帝トゴン・テムル）の皇后（カトン）の一人。先々帝ジャヤガトゥ・カアンを傀儡としていたキプチャク軍閥の首領のエル・テムルの娘であり、当初はウカアト・カアンの第一皇后であったが、エル・テムル家の没落とともに地位を失った。
『元史』などの漢文史料では答納失里（dānàshīlǐ）と記される。

## 概要
ダナシリの父のエル・テムルはイェスン・テムル・カアンの没後にトク・テムル（後の文宗ジャヤガトゥ・カアン）を推戴して天暦の内乱を起こした張本人であり、内乱の勝利、トク・テムルの兄のコシラの毒殺などの功績によりトク・テムルの即位を実現した。これらの功績によりエル・テムルはジャヤガトゥ・カアンを事実上の傀儡とし、絶大な権勢を振るった。
しかし、ジャヤガトゥ・カアンは死の間際において兄のコシラを毒殺して即位したことを悔い、コシラの遺児のトゴン・テムルを後継者とするよう遺言して亡くなった。エル・テムル自身はジャヤガトゥ・カアンの遺児のエル・テグスを新たなカアンとするべく準備をしていたが、皇后のブダシリとバヤンは遺言をたてにエル・テグスの即位を認めず、両者の妥協案としてまずはトゴン・テムルの弟で生後間もないリンチンバル・カアンが即位することになった。ところがリンチンバル・カアンは即位後わずか1カ月余りで崩御し、また後を追うようにエル・テムルも亡くなったため、ブダシリとバヤンの意向に沿ってトゴン・テムルがウカアト・カアンとして即位することになった。
エル・テムルの死によってエル・テグス推戴が失敗したとはいえ、エル・テムルの後を継いだタンキシュの勢力はいまだ強く、ウカアト・カアンの即位から2カ月後、タンキシュは自らの姉妹ダナシリを第一皇后とすることで父の権勢を引き継ごうとした。
しかし、時を経るにつれてバヤンの地位は盤石なものとなってゆき、エル・テムル家の権勢は相対的に下落した。1335年（元統3年/至元元年）、このような状況に不満を抱いたタンキシュは、モンケ家のコンコ・テムルらと組んでクーデターを計画したが、郯王チェチェクトゥの告発によって事前に露見し、タンキシュの一族はバヤンによって捕らえられ処刑された。タンキシュの弟の一人タラカイのみはダナシリの下に逃れ、ダナシリは自身の衣服でこれを隠そうとしたが、結局は引きずり出されて殺された。また、バヤンは兄弟が反逆を企んでいたのに皇后ダナシリのみが無関係ということはありえない、と主張してダナシリをも捕縛した。
バヤンに捕らえられた時、ダナシリはウカアト・カアンに「陛下、我をお救い下さい」と懇願したが、ウカアト・カアンは「汝の兄弟が大逆をなそうとしたというのに、どうして汝を救うことができようか」と述べるのみであったという。捕らえられたダナシリは皇后の地位を剥奪され、上都開平府の民家に幽閉された。それからわずか2か月後、バヤンの命によってダナシリは毒酒によって開平で殺された。ダナシリの死によってエル・テムルの一族は完全に断絶した。

## キプチャク部クルスマン家
- 欽察国王クルスマン（Qurusman ＞忽魯速蛮/hūlŭsùmán）
  - 欽察国王バルトゥチャク（Baltučaq ＞班都察/bāndōuchá）
    - 昇王トトガク（Tudγaγ ＞土土哈/tŭtŭhā,توتقاق/tūtqāq）
      - 定遠大将軍・北庭元帥タガチャル（Taγačar ＞塔察児/tǎcháér）
      - 御位下博児赤タイ・ブカ（Tai buqa ＞太不花/tàibùhuā）
      - 句容郡王チョンウル（Čong'ur ＞牀兀児/chuángwùér,جونكقور/jūnkqūr）
        - 武略将軍セヴィンチュ・ブカ（Sevinču buqa ＞小雲失不花/xiǎoyúnshībùhuā）
        - 資徳大夫エルチ・ブカ（Elči buqa ＞燕赤不花/yànchìbùhuā）
        - 太平王エル・テムル（El temür ＞燕帖木児/yàntiēmùér）
          - 中書左丞相タンキシュ（Tangkiš ＞唐其勢/tángqíshì）
          - タラカイ（Taraqai ＞塔剌海/tǎlàhǎi）
          - 皇后ダナシリ（Današiri ＞答納失里/dānàshīlǐ）

        - 宣徽院使サドン（Sadun ＞撒敦/sādūn）
        - 闌遺少監エル・トゥカル（El tuqar ＞燕禿哈児/yàntūhāér）
        - 太禧宗禋院使ダリ（Dari ＞答里/dálǐ）
        - ブベカン（Bübeqan ＞潑皮罕/pōpíhǎn）

      - 武略将軍ベルケ・ブカ（Berke buqa ＞別里不花/chuángwùér）
      - 武徳将軍テムル・ブカ（Temür buqa ＞帖木児不花/tiēmùérbùhuā）
      - 武略将軍カルチ（Qarči ＞歓差/huānchā）
      - 武徳将軍ヨリク・テムル（Yoliγ temür ＞岳里帖木児/yuèlǐtiēmùér）
      - 昭勇大将軍ダルグルバン（Dalgurban ＞断古魯班/duàngŭlŭbān）